# Sacrifice/Confessions
Sacrifice/Confessions è un singolo del gruppo brutal death metal statunitense Cannibal Corpse, pubblicato nel 2000.

## Tracce
1. Sacrifice (Sacrifice cover) – 2:58 (Urbinati, Rico, Watts)
2. Confessions (Possessed cover) – 2:48 (Torrao, Becerra, Lalonde, Sus)

## Formazione
- George "Corpsegrinder" Fisher - voce
- Jack Owen - chitarra
- Pat O'Brien - chitarra
- Alex Webster - basso
- Paul Mazurkiewicz - batteria